# Podium
 For alternative betydninger, se Podia (flertydig). (Se også artikler, som begynder med Podia)
Et podium (flertal podia) er en platform som anvendes til at øge noget eller nogen en mindre højde over omgivelserne. Podium er afledt fra græsk πόδι (fod). Indenfor arkitektur kan en bygning står på et stort podium. Podia kan også anvendes til at hæve folk, f.eks. dirigenter og personer som skal holde offentlige taler.